# Barnisławice
Barnisławice [pronunciación en polaco: /barniswaˈvit͡sɛ/] (en alemán: Balbitzow) es un pueblo en el distrito administrativo de Gmina Golczewo, dentro del Distrito de Kamień, Voivodato de Pomerania Occidental, en el noroeste de Polonia. Se encuentra aproximadamente 5 kilómetros al sudeste de Golczewo, 25 kilómetros al sudeste de Kamień Pomorski, y 52 kilómetros al noreste de la capital regional, Szczecin.